# Grand Prix de Denain 1991
La 33e édition du Grand Prix de Denain a eu lieu en avril 1991. Elle a été remportée par le Français Frédéric Moncassin.

## Classement final
Frédéric Moncassin remporte la course,.
| \| Classement général \| Classement général \| Classement général \| Classement général \| Classement général \| \| Coureur \| Coureur \| Pays \| Équipe \| Temps \| \| ------------------ \| ------------------ \| ------------------ \| ------------------ \| ------------------ \| \| 1er \| Frédéric Moncassin \| France \| Castorama-Raleigh \| \| \| 2e \| Martin Schalkers \| Pays-Bas \| TVM-Sanyo \| \| \| 3e \| Thierry Laurent \| France \| RMO \| \| |                    |          |                   |       |
| |                    |          |                   |       |
| Source : Cycling Archives |                    |          |                   |       |
| Classement général |                    |          |                   |       |
| Coureur | Coureur            | Pays     | Équipe            | Temps |
| 1er | Frédéric Moncassin | France   | Castorama-Raleigh |       |
| 2e | Martin Schalkers   | Pays-Bas | TVM-Sanyo         |       |
| 3e | Thierry Laurent    | France   | RMO               |       |